# Función hermítica
En análisis matemático, una función hermítica es una función compleja que tiene la propiedad de que su conjugado es igual a la función original con la variable cambiada de signo:
{\displaystyle f(-x)={\overline {f(x)}}}
para todo {\displaystyle x} en el dominio de {\displaystyle f}. 
Esta definición se puede extender a funciones de dos o más variables. Por ejemplo, si f es una función de dos variables, es hermítica si
{\displaystyle f(-x_{1},-x_{2})={\overline {f(x_{1},x_{2})}}}
para todos los pares {\displaystyle (x_{1},x_{2})} en el dominio de {\displaystyle f}.
De esta definición se deduce inmediatamente que, si {\displaystyle f} es una función hermítica, entonces
- la parte real de {\displaystyle f} es una función par
- la parte imaginaria de {\displaystyle f} es una función impar

## Motivación
Las funciones hermíticas aparecen frecuentemente en matemáticas y procesado de señales. Por ejemplo, las siguientes afirmaciones son importantes cuando se trabaja con la transformada de Fourier:
- La función {\displaystyle f} es hermítica sí y solo si la transformada de Fourier de {\displaystyle f} es hermítica.

Dado que toda función real tiene por transformada de Fourier una función hermítica, podemos expresarlo como:
- Que la función {\displaystyle f} sea real implica que la transformada de Fourier de {\displaystyle f} es hermítica.

- La función {\displaystyle f} es hermítica si la transformada de Fourier de {\displaystyle f} es real (condición necesaria pero no suficiente).